# Мариасдорф
Мариасдорф (нем. Mariasdorf) — ярмарка (нем. Marktgemeinde) в Австрии, в федеральной земле Бургенланд. 
Входит в состав округа Оберварт.  Население составляет 1217 человек (на 31 декабря 2005 года). Занимает площадь 20,5 км². Официальный код  —  10911.

## Политическая ситуация
Бургомистр коммуны — Райнхард Бергер (СДПА) по результатам выборов 2007 года.
Совет представителей коммуны (нем. Gemeinderat) состоит из 19 мест.
- СДПА занимает 12 мест.
- АНП занимает 5 мест.
- АПС занимает 2 места.